# Ramlewko
Ramlewko (deutsch Vorwerk Ramelow oder Ramelow, Vorwerk) ist ein ehemaliger Wohnplatz (Wüstung), heute im Gebiet der Woiwodschaft Westpommern in Polen gelegen.
Die Wüstung liegt in Hinterpommern, etwa 95 Kilometer nordöstlich von Stettin und etwa 24 Kilometer südlich von Kołobrzeg (Kolberg). 
Der Wohnplatz wurde in der ersten Hälfte des 19. Jahrhunderts als Vorwerk des Gutes in Ramelow knapp drei Kilometer westlich von Ramelow angelegt. Er lag an der Kreuzung der Chaussee von Stettin nach Danzig (ab 1932/1934 Reichsstraße 2) mit der Chaussee von Kolberg nach Schivelbein. Bei der um 1848 erfolgten Aufteilung des Gutes in ein Niedergut und ein Obergut wurde das Vorwerk dem Obergut zugeordnet. 
Das Vorwerk lag auf der nördlichen Seite der Chaussee von Stettin nach Danzig. Gegenüber auf der südlichen Straßenseite befand sich ein Chausseehaus, das zeitweise als eigener Wohnplatz Ramelow, Wegegeldhebestelle geführt wurde. Ebenfalls auf der südlichen Straßenseite befand sich der Haltepunkt Ramelow an der Bahnstrecke Groß Jestin–Stolzenberg der Kolberger Kleinbahn. 
Im Jahre 1864 wurden in Vorwerk Ramelow 17 Einwohner gezählt, im Jahre 1895 ebenfalls 17 Einwohner und im Jahre 1905 9 Einwohner. Bis 1945 bildete Vorwerk Ramelow einen Wohnplatz in der Gemeinde Ramelow und gehörte mit dieser zum Kreis Kolberg-Körlin in der Provinz Pommern.
1945 kam Vorwerk Ramelow, wie ganz Hinterpommern, an Polen. Der Wohnplatz erhielt den polnischen Ortsnamen Ramlewko. Heute liegt der Wohnplatz wüst, doch befindet sich auf der gegenüberliegenden südlichen Straßenseite Bebauung.  Er liegt im Gebiet der polnischen Gmina Gościno (Stadt- und Landgemeinde Groß Jestin).